# Сингапур на Светском првенству у атлетици на отвореном 2022.
Сингапур је учествовао на 18. Светском првенству у атлетици на отвореном 2022. одржаном у Јуџину  од 15. до 25. јула седамнаести пут. Репрезентацију Сингапура је представљала једна атлетичарка која се такмичила у трци на 200 м., 
На овом првенству такмичарка Сингапура није освојила ниједну медаљу нити остварила неки резултат.

## Учесници
Жене:
- Вероника Шанти Переира — 200 м

## Резултати

### Жене
| Атлетичарка            | Дисциплина | Лични рекорд | Квалификације | Квалификације | Полуфинале            | Полуфинале            | Финале                | Финале       | Детаљи |
| Атлетичарка            | Дисциплина | Лични рекорд | Резултат      | Место         | Резултат              | Место                 | Резултат              | Место        | Детаљи |
| ---------------------- | ---------- | ------------ | ------------- | ------------- | --------------------- | --------------------- | --------------------- | ------------ | ------ |
| Вероника Шанти Переира | 200 м      | 23,52        | 23,53         | 6. у гр. 3    | Није се квалификовала | Није се квалификовала | Није се квалификовала | 39 / 44 (45) |        |